# Бихов Леонід Васильович
Леонід Васильович Бихов (нар. 22 червня 1934, місто Кам'янське Дніпропетровської області — 6 листопада 2001, місто Київ) — радянський діяч органів державної безпеки, генерал-майор (1987), заступник голови КДБ Української РСР, начальник Управлінь КДБ по Кіровоградській, Кримській та Київській областях.

## Життєпис

Могила Леоніда Бихова, Байкове кладовище

У 1953 році закінчив індустріальний технікум у місті Дніпродзержинську. У 1953—1954 роках — інженер відділу головного механіка вагонобудівного заводу.
У 1959 році закінчив хіміко-технологічний інститут у місті Дніпродзержинську. Член КПРС.
Після закінчення інституту працював на Лисичанському хімічному комбінаті Луганської області інженером, майстром, начальником конструкторського бюро. У 1959—1961 роках — заступник начальника, начальник цеху контрольно-вимірювальних приладів і автоматики, заступник секретаря партійного комітету Лисичанського хімічного комбінату Луганської області.
У 1961—1962 роках — 1-й секретар Луганського обласного комітету ЛКСМУ.
У грудні 1962 — 1969 року — секретар ЦК ЛКСМУ.
З 1969 року — в органах державної безпеки СРСР. У 1969—1976 роках — заступник начальника Оперативно-технічного управління КДБ при РМ УРСР, заступник начальника 2-го Управління КДБ при РМ Української РСР.
У 1976—1980 роках — начальник Управління КДБ УРСР по Кіровоградській області.
У 1980—1982 роках — начальник Управління КДБ УРСР по Кримській області.
У 1982—1985 роках — начальник 6-го Управління КДБ Української РСР.
У липні 1985 — вересні 1987 року — начальник Управління КДБ УРСР по місту Києву та Київській області.
У 1987 — листопаді 1991 року — заступник голови Комітету державної безпеки (КДБ) Української РСР.
З листопада 1991 року — у відставці, на пенсії в місті Києві.
Помер на 68-му році життя 6 листопада 2001 року в Києві. Похований разом з родиною на Байковому кладовищі (ділянка № 49а, 50°25′0.8″ пн. ш. 30°30′6.25″ сх. д. / 50.416889° пн. ш. 30.5017361° сх. д.).

## Звання
- майор (1969)
- полковник
- генерал-майор (1987)

## Нагороди
- два ордени «Знак Пошани»
- медалі